# Duthiella emodi
Duthiella emodi är en bladmossart som beskrevs av C. Müller och Hermann Johann O. Reimers 1937. Duthiella emodi ingår i släktet Duthiella och familjen Leskeaceae. Inga underarter finns listade i Catalogue of Life.